# Kerpe
Kerpe ist ein türkisches Dorf, das in einer Bucht am Schwarzen Meer liegt. Im Mittelalter befand sich hier die Genueser Kolonie Carpi. Der Ort wird heute vom Landkreis Kandıra in der türkischen Provinz Kocaeli verwaltet und gehört geographisch zur Marmararegion.